# Фундерат Олександр Анатолійович
Олександр Анатолійович Фундерат (нар. 24 листопада 1972) — український футболіст та тренер.

## Життєпис
Вихованець ДЮСШ «Зірка» (Кропивницький). На професіональному рівні дебютував за кропивницький клуб 15 квітня 1992 року в переможному (2:0) домашньому поєдинку 3-го туру підгрупи 1 Перехідної ліги проти роменського «Електрона». Олександр вийшов на поле на 75-ій хвилині, замінивши Олександра Лісковця. Цей матч виявився єдиним у футболці «Зірки». Також у 1992 році виступав за інший кіровоградський аматорський клуб, «Червона зірка». Проте згодом вирішив завершити кар'єру футболіста. Перейшов працювати в академію «Зірки» (Кіровоград). Два роки по тому, у 1994 році, працювати в спортивному ліцею в Кіровограді, а два роки по тому перейшов на посаду викладача Кіровоградського педагогічного університету. У 2000 році очолив «Шахтар-3» (Донецьк), в якому пропрацював до 2013 року. З 2018 року — директор з розвитку та селекції професіонального та дитячо-юнацького футболу ФК «Ворскла».